# Leidseweg (Voorschoten)
De Leidseweg in Voorschoten is een straat die een onderdeel is van een oude verbinding van Den Haag via Voorburg naar Leiden, op een oude strandwal. De Leidseweg begint bij het gemeentehuis (voorheen bij de Treubstraat) en eindigt bij De Grote Vink.
Een gedeelte van de oude Leidseweg (tussen de Treubstraat en het gemeentehuis) is onderdeel van de hoofdstraat in De donkere kamer van Damokles, met strengelspoor.